# Yili
Yili (chiń. upr. 仪礼; chiń. trad. 儀禮; pinyin Yílǐ; Wade-Giles I-li) – starożytna księga chińska, jeden z klasyków konfucjanizmu. Powstała ok. V-IV w. p.n.e., nie została włączona do pięcioksięgu konfucjańskiego, ale była uznawana za dzieło ważne i wpływowe.
Księga składa się z 17 rozdziałów. Zawiera wiele szczegółowych opisów ceremonii, ma charakter niemal poradnika do aranżowania rytuałów. Informacje mają charakter głównie opisowy, komentarze opisujące znaczenie lub filozoficzne powiązania rytów z ideami są zredukowane do minimum. Opisywane ceremonie odnoszą się praktycznie wyłącznie do najniższej warstwy arystokratycznej (shi, 士). Wchodziła w skład trzynastoksięgu konfucjańskiego. 

## Historia
Yili powstała ok. V-IV w.p.n.e., wcześniej niż także dotyczące ceremonii i rytuałów księgi Zhou Li i Liji. Znana jest także jako Shili (士禮), Quli (曲禮) i Ligujing (禮古經). Chińska tradycja przypisywała autorstwo księgi księciu Zhou, ale nie ma dowodów, by opisy odnoszące się do stworzenia przez niego „muzyki i rytuałów” odnosiły się do konkretnych tekstów na te tematy. Współcześnie nie można stwierdzić kim był autor lub autorzy dzieła. Prawdopodobnie było częścią większej całości (księgi lub zestawu ksiąg) opisujących ceremonie stosowne dla różnych rang społecznych. Wedle Zapisków historyka całość ta uległa rozproszeniu już przed niszczeniem ksiąg za czasów dynastii Qin, a palenie ksiąg przetrwał tylko tekst Shili. W czasach wcześniejszej dynastii Han znane były trzy wersje tekstu różniące się nieco układem rozdziałów.
Najstarsze zachowane archeologicznie fragmenty pochodzą ze szczątków kamiennych stel z II w. n.e. oraz z grobowca urzędnika z czasów wschodniej dynastii Han z Wuwei w Gansu. W grobowcu tym znaleziono tekst siedmiu rozdziałów spisanych na paskach z wygładzonego bambusa.

## Tłumaczenia
Pierwsze pełne tłumaczenia na języki europejskie to:
- Charles Joseph de Harlez, Cérémonial de la Chine antique avec extraits des meilleurs commentaires, Paryż: Jean Maisonneuve, 1890 (język francuski);
- John Steele, The I li, or Book of Etiquette and Ceremonial (2 tomy), Londyn: Probsthain and Co., 1917 (język angielski)[1].